# Queue (diacritique)
Pour les articles homonymes, voir queue.

Lettres à queue utilisées en same de Kildin dans la police DejaVu Sans.

La queue est un signe diacritique attaché à plusieurs lettres cyrilliques additionnelles utilisées en same de Kildin. Elle a la forme d’un trait diagonal court et est rattachée à la partie inférieure droite d’une lettre sous la ligne de base. Elle ressemble à un crampon mais est différente de celui-ci du fait qu’elle est inclinée (dans tous les styles d’écriture) ; le crampon ayant cette forme uniquement dans certains styles de police de caractère.

## Lettres avec une queue
| Lettre | Noms                   |
| ------ | ---------------------- |
| Ҋ ҋ    | I bref avec queue      |
| Ӆ ӆ    | Ela avec queue         |
| Ӎ ӎ    | Emme avec queue        |
| Ӊ ӊ    | Enne avec queue        |
| Ҏ ҏ    | Er avec queue (agrafe) |

## Histoire

Formes des lettres à queue dans les manuels scolaires publiés chez Prosvechtchenie dans les années 1980 et 1990.

Les lettres a queue sont utilisées dans l’alphabet same de Kildin d’Aleksandra Andreevna Antonova (ru) de 1979 et une version modifiée est approuvé par l’Institut des langues, de la littérature et de l’histoire de l’URSS et le comité exécutif régional de Murmansk en 1982.
Dans les ouvrages publiés chez l’éditeur Prosvechtchenie (ru) (Просвещение), dans les années 1980 et 1990, utilisent notamment une formes de ces lettres avec un crochet.